# Benedikt Stattler
Benedict Stattler SJ (* 30. Januar 1728 in Kötzting; † 21. August 1797 in München) war ein deutscher katholischer Theologe, Jesuit, Pädagoge und Philosoph.

## Leben
Stattler, Sohn eines Bauern, besuchte im bayerischen Benediktinerkloster Oberalteich die Lateinschule und schloss 1744 das Jesuitengymnasium in München (heute Wilhelmsgymnasium München) ab. 1745 trat er in Landsberg am Lech in den Jesuitenorden ein. An der Universität Ingolstadt studierte er drei Jahre lang Philosophie, ein Jahr Mathematik und ab 1754 vier Jahre Theologie.
Dazwischen war er als Gymnasiallehrer für die alten Sprachen in Straubing, Landshut und Neuburg an der Donau tätig. 1759 empfing er die Priesterweihe und legte 1763 die letzten Ordensgelübde ab. Sechs Jahre hindurch lehrte er teils Philosophie, teils Theologie zu Solothurn und an der Universität Innsbruck. 1770 wurde er Doktor und Professor der Theologie an der Universität in Ingolstadt; hier gehörte Johann Michael Sailer zu seinen Schülern.
Dieses Lehramt übte er auch mit großem Anklang aus, nachdem der Jesuitenorden 1773 aufgehoben worden war. 1773 ernannte ihn die Bayerische Akademie der Wissenschaften in München zu ihrem Mitglied. Neben seiner Professur und dem Amt eines Prokanzlers der Universität in Ingolstadt übertrug man ihm 1776 die Stelle eines Stadtpfarrers von St. Moritz. 1782 erhielt er ein gleiches kirchliches Amt in Kemnath in der Oberpfalz. Diese Pfarrstelle legte er nach einigen Jahren freiwillig nieder und ging nach München, wo er kurfürstlich Geistlicher Rat und Mitglied des Zensurkollegiums wurde. Von diesem Posten wurde er auf eigenen Wunsch 1794 entlassen. Er lebte seitdem zu München als Privatgelehrter. Ein Herzinfarkt setzte seinem Leben ein Ende.

## Wirken
Stattler war ein vielseitig gebildeter Mann, der jedoch in seinem philosophischen Denken oft intolerant gegen Andersdenkende war. Auch im bürgerlichen Leben neigte er zur Polemik, wie mehrfache Verwerfungen mit der Universität und mit seinen Kollegen zeigen, obwohl diese seinen Talenten, seinem Scharfsinn und seinem Forschungsgeist volle Anerkennung zollten. Auf einem gründlichen Studium der Leibniz-Wolffischen Philosophie beruhte dieses Denken, welches er in einzelnen Punkten weiter ausgebildet hatte. Er wollte unter den Katholiken den Sinn für philosophische Studien beleben und dem Vorurteil entgegentreten, die Philosophie sei nur eine Vorläuferin der Theologie, doch keineswegs eine eigene selbstständige Wissenschaft.
So viel er zur Belebung des Studiums der Philosophie beitrug und besonders zur größeren Anerkennung der Ethik durch seine 1772 herausgegebene „Ethica christiana universalis“ beigetragen hatte, obwohl diesem Werke die eigentümliche Vermischung des Theoretischen mit dem Praktischen, des bloß Intellektuellen mit dem Moralischen zum Vorwurf gemacht werden kann, so trat er doch in späteren Jahren allen Neuerungen im Gebiet der Philosophie mit Leidenschaft entgegen, welche durch die Anmaßung einiger Anhänger des Kantschen Systems noch gesteigert wurde. Von einer solchen illiberalen Seite zeigte er sich besonders in den 1788 herausgegebenen zwei Bänden seines „Anti-Kant“, in welchem jedoch, ungeachtet des rauen und anmaßenden Tons, überall Konsequenz und Scharfsinn in den mitgeteilten Ansichten hervortritt. Stattlers Streben, die Philosophie mit der Theologie in Verbindung zu bringen, wirkte sich günstig bei der Verbreitung richtigerer Ansichten in der letztgenannten Wissenschaft aus. Seine zahlreichen theologischen Schriften enthalten hierzu mehrfache Belege.
Die „Ethica christiana communis“, in den Jahren 1782 bis 1789 in drei Teilen herausgegeben und 1791 bis 1802 neu aufgelegt, unterschied sich von den bisherigen katholischen Lehrbüchern der christlichen Moral wesentlich dadurch, dass sie in dem angewandten Teil auch auf das eigentliche Prinzip der Sittlichkeit hinwies und überall auf die christliche Offenbarungswahrheit einging. Völlig konsequent aus dem theoretisch-metaphysischen Gesichtspunkt führte ihn in jenem Werk die Idee von Christian Wolff dem Guten und von der Vollkommenheit, zu einer Güte der Handlungen aus praktischem Gehorsam gegen Gott, obwohl Stattler nicht einsah, woran es diesem Begriff fehlte und auf welche Abwege er führen konnte. Als ein freimütiger Forscher, den der Glauben nicht einengte, hatte er sich mehrere Jahre früher in einer lateinisch geschriebenen Verteidigung der christlichen Religion hervorgetan. Die beachtenswerteste unter seinen theologischen Schriften war seine 1775 herausgegebene Demonstratio catholica, in welcher er den allgemeinseligmachenden Glauben seiner Kirche bestritt, und allen guten Menschen, allen redlichen Protestanten, ohne Bedenken die Seligkeit zusprach. Wegen dieser Schrift wurde er von Vertretern der katholischen Kirche heftig angefeindet, besonders von dem Benediktiner Wolfgang Frölich im Kloster Sankt Emmeram in Regensburg, und vom Vatikan nach längerem Schriftverkehr indiziert.
Leicht verständlich aus seiner Denkweise wird sein Versuch zur Vereinigung der protestantischen und katholischen Glaubensparteien, zu welchem er 1791 einen schriftlich abgefassten Plan bekannt machte. Das Positive, Individuelle hatte sich in ihm mit dem Moralischen und Allgemeingültigen so innig verbunden und es war ihm mit dem Wohl seiner Mitmenschen, mit der Wahrheit selbst so sehr Ernst, dass er auch dem Positiven, wie es ihm erschien, allgemein Eingang zu verschaffen strebte.
Als ein eifriger Anhänger Wolffs war er dessen mathematischer Methode in seinen philosophischen und theologischen Schriften treu geblieben. Sein lateinischer Stil war korrekt, ohne gleichsam den Anforderungen des klassischen Geschmacks zu genügen. Ziemlich richtig, aber rau und hart, war seine deutsche Schreibart. Überhaupt waren seine meisten Schriften hinsichtlich der Darstellung schwerfällig und schwer durchschaubar. Die Fülle der Gedanken, das Streben nach Bestimmtheit, entfernte ihn immer wieder von der Deutlichkeit, die er sich zum Ziele setzte. Wer sich aber durch seine größtenteils langen Perioden durcharbeitete und nicht eher weiter las, als bis er das Vorhergehende richtig verstanden hatte, gelangte zu einer Klarheit der Begriffe, die ihm auf anderen Wege nicht erschließbar gewesen wäre.
Für den Jesuitenorden, dessen Mitglied er gewesen war, behielt Stattler auch nach der Aufhebung Sympathie. Von der Gesellschaft Jesu, wie
sie sein und werden sollte, hatte er sich ein Ideal gebildet, über welches er sich in seiner 1791 herausgegebenen Schrift Wahre und allein hinreichende Reformationsart des katholischen Priesterstandes am deutlichsten aussprach. In diesem Buche erkennt man den gewandten Philosophen, den freimütigen Theologen, den scharfsinnigen Denker, aber zugleich auch den entschiedenen Anhänger und Verteidiger alles dessen, was zum Wesen der katholischen Kirche gehört. Wegen dieser Schrift musste Stattler manche harte und ungerechte Angriffe und besonders die Beschuldigung dulden, dass es sein Streben sei, in Verbindung mit den Augsburger Exjesuiten, etwa Leonhard Bayrer, den aufgehobenen Orden wiederherstellen zu wollen.

## Ehrungen
Benedikt Stattler ist der Namensgeber des Benedikt-Stattler-Gymnasiums in Bad Kötzting.

## Schriften
- Tractatio cosmologica de viribus et natura corporum, München 1763:

Pars 1. (Digitalisat)
Pars 2. (Digitalisat)
- Theses ex universa philosophia, München 1763. (Digitalisat)
- Mineralogiae et Metallurgiae Chemicae Principia Physica, Innsbruck 1765:

[Pars 1]. (Digitalisat)
Pars 2. (Digitalisat)
- Philosophia Methodo Scientiis Propria Explanata, Augsburg 1769–1772:

Pars 1: Logica (1769). (Digitalisat)
Pars 2: Ontologia (1769). (Digitalisat)
Pars 3: Cosmologia (1769). (Digitalisat)
Pars 4: Psychologia (1770). (Digitalisat)
Pars 5: Theologia Naturalis (1771). (Digitalisat)
Pars 6: Physica generalis (1771). (Digitalisat)
Pars 7: Physica Particularis Corporum Totalium Huius Mundi (1772). (Digitalisat)
Pars 8: Physica Particularis Corporum Partialium Telluris Nostrae (1772). (Digitalisat)
- Demonstratio Evangelica Sive Religionis A Jesu Christo Revelatae Certitudo, Augsburg 1770. (Digitalisat)
- Positiones ex universa theologia tam dogmatica quam scholastica, Ingolstadt 1772.
- Freundschaftliche Vertheidigung der Gesellschaft Jesu, Berlin 1773. (Digitalisat)
- Ethica christiana universalis:

[Band 1], Ingolstadt 1773. (Digitalisat)
[Band 2], Augsburg 1793. (Digitalisat)
- Compendium Philosophiæ, Ingolstadt, 1773–1774:

Volumen 1 (1773). (Digitalisat)
Volumen 2 (1774). (Digitalisat)
- Demonstratio catholica sive ecclesiae catholicae sub ratione societatis legalis inaequalis lege fundamentali a Jesu Christo deo homine institutae genuinum systema universum accurata methodo demonstratum, Pappenheim 1775. (Digitalisat)
- De locis theologicis, Weissenburg 1775. (Digitalisat)
- Solutio Poblematis Aademi: A quibus viribus exceptio illa a legibus Hydrostatices oriatur, quam fieri observamus in aqua quiescente, in vase non semper ad libellam, sed ad superficiem concavam saepe numero, se componente, [München] [ca. 1775]. (Digitalisat)
- Was soll man dem Kerne des Herrn geistl. Raths Gassner, die er bisher im Namen Jesu gemacht hat, noch untersuchen, so nicht schon längst hundertmal ist untersucht worden?, Frankfurt [u. a.] 1775.
- Theologiae christianae theoreticae, München/Pappenheim/Eichstätt 1776–1780:

Tractatus I: De Deo Uno, Pappenheim 1776. (Digitalisat)
Tractatus II: De angelis, Pappenheim 1776. (Digitalisat)
Tractatus III: De hominis creatione, et diverso statu ante et post lapsum in peccatum, Ingolstadt 1776. (Digitalisat)
Tractatus IV: De gratia Dei, Ingolstadt 1776. (Digitalisat)
Tractatus V: De Jesu Christo deo-homine, salutis humanae restauratore, et de SS. Trinitate, Ingolstadt 1777. (Digitalisat)
Tractatus VI: De sacramentis, Eichstätt 1780. (Digitalisat)
- Reflexio In Sic Dictam Demonstrationem Catholicam, Locosque Theologicos Magnifici Domini Benedicti Stattler, Regensburg 1779. (Digitalisat)
- Dissertatio Logica de valore sensus communis naturae tanquam criterio veritatis, Eichstätt [u. a.] 1780. (Digitalisat)
- Epistola paraenetica ad virum clarissimum Doctorem Carolum Fridericum Bahrdt, Eichstätt [u. a.] 1780. (Digitalisat)
- Responsa praecisiora auctoris Demonstrationis catholicae ad sibi obiecta a monacho Congregationis Benedictino-Bavaricae in sua reflexione, Eichstätt [u. a.] 1780. (Digitalisat)
- Refutatio Amica Reflexionum In Litteras Retractatorias Iustini Febronii, Eichstätt [u. a.] 1780. (Digitalisat)
- Responsio amica data Baccalaureo Moguntino Nuper De Solutione Obiectionis Lockianae et de subiecto activae infallibilitatis in Ecclesia Christi contra ipsum disserenti, Eichstätt [u. a.] 1780. (Digitalisat)
- Transactio catholica inter P.P. R.R. D.D. Benedictum Sta. et Benedictinum Mo. Ba., o. O. [ca. 1780].
- Propositiones A Benedicto Stattlero In Universite Anglipolitana SS. Theologiae Professore, Et Procancellario Adsertae, o. O. [ca. 1780]. (Digitalisat)
- De bono coniugali et sanctitate coelibatus In Ecclesia Christi, Eichstätt 1781. (Digitalisat)
- Dissertatio de duello, Eichstätt [u. a.] 1782.
- Studienplan in Baiern, entgegengesetzt dem ungerechten der Kirche und dem Staate äusserst schädlichen, Plane des Prälaten von Pollingen; in Schlötzer’s Staatsanzeigen 1782. Heft VI. S. 179–185. (Digitalisat)
- Ethica christiana communis, Augsburg [u. a.] 1782–1791:

Pars I (1782). (Digitalisat)
Pars II, Sectio I (1782). (Digitalisat)
Pars II, Sectio II (1784). (Digitalisat)
Pars III, Sectio I (1785). (Digitalisat)
Pars III, Sectio II (1791). (Digitalisat)
Pars III, Sectio III (1791). (Digitalisat)
- Wahres Jerusalem, oder über religiöse Macht und Toleranz in jedem und besonders im katholischen Christenthume bey Anlass des Mendelsohn'schen Jerusalems und einiger Gegenschriften; nebst einem Nachtrage an Hr. Nikolai in Berlin, Augsburg 1787. (Digitalisat)
- Zweyter viel wichtigerer Nachtrag zur Ergängzung des Hauptwerckes betitelt wahres Jerusalem, Augsburg 1787.
- Das Geheimniß der Bosheit des Stifters des Illuminatismus in Baiern, München [u,a.] 1787. (Digitalisat)
- Anti-Kant, München 1788:

Erster Band. (Digitalisat)
Zweyter Band.(Digitalisat)
Anhang zum Anti-Kant in einer Widerlegung der Kantischen Grundlegung zur Metaphysik der Sitten. (Digitalisat)
- Die Menschen vertilgende Monogamie und menschenvermehrende Polygamie nach den Regeln der Natur, Religion und Politik beurtheilt, Frankfurt [u. a.] 1788.
- Liber Psalmorum christianus, seu Religio omnis Christiana Theoretica Et Practica in Exercitium precum, Augsburg[u. a.] 1789. (Digitalisat)
- Vollständige christliche Sittenlehre für den gesammten christlichen Haus- oder Familienstand. Das ist, für christliche Eheleute, Eltern, Kinder, Blutsfreunde, Anverwandte, Hausherren, Hausfrauen, Dienstleute und Dienstboten, so wie auch für alle derer zufällige Umstände, Augsburg [u. a.] 1789:

Erster Band. (Digitalisat)
Zweyter Band. (Digitalisat)
- Schreiben des Anti-Kants an den Freund der Wahrheit, über drey allerliebste von ihm erschienene Recensionen, o. O. 1789. (Digitalisat)
- Schreiben des Verfassers des Anti-Kant an die Theilhaber der A. L. Zeitung von Jena über eine in selber erschienene, äußerst seichte, aber eben darum viel bedeutende Recension seines Anti-Kants, München 1789. (Digitalisat)
- Neues christliches Psalmenbuch, in welchem die ganze christliche Glaubens- und Sittenlehre in die Uebung eines stäten Gebethes, in Gestalt der Psalmen verfasset ist, Augsburg [u. a.] 1789. (Digitalisat)
- Der Anti-Kant im Kurzen. Oder kurze vollständige Widerlegung aller vom Herrn Johann Schulz, königlichem Hofprediger und Professor der Mathematik zu Königsberg im ersten Theile seiner Prüfung vertheidigten entscheidenden Hauptsätze der kantischen Kritik der reinen Vernunft, Augsburg 1791. (Digitalisat)
- Plan zu der allein möglichen Vereinigung im Glauben der Protestanten mit der katholischen Kirche, und den Grenzen dieser Möglichkeit; samt einem Anhange gegen einen neuen noch weiter fortschreitenden Febronius in Wien München [u. a.] 1791. (Digitalisat)
- Wahre und allein hinreichende Reformationsart des katholischen gesammten Priesterstandes nach der ursprünglichen Idee seines göttlichen Stifters; von einem thätigen Freunde der Wahrheit und des allgemeinen Besten, Ulm 1791. (Digitalisat)
- Allgemeine katholisch-christliche theoretische Religionslehre aus hinreichenden Gründen der göttlichen Offenbarung und der Philosophie, München 1791–1792 (ist eine Übersetzung seiner Lateinischen Sittenlehre in 7 Bänden, von ihm selbst):

Erster Band (1791). (Digitalisat)
Zweyter Band (1792). (Digitalisat)
- Erster Auszug aus der allgemeinen katholisch christlichen Sittenlehre oder wahren Glückseligkeitslehre für die obern drey Schulen der pfalzbaierischen Gymnasien, München 1791. (Digitalisat)
- Zweyter Auszug aus der allgemeinen katholisch-christlichen Sittenlehre oder wahren Glückseligkeitslehre, für die untersten Schulen der pfalzbaierischen Gymnasien, München 1791 (sind Auszüge aus vorstehender Übersetzung).
- Kurzer Entwurf der unausstehlichen Ungereimtheiten der Kantischen Philosophie, sammt dem Seichtdenken so mancher gutmüthigen Hochschätzer derselben. Hell aufgedecket für jeden gesunden Menschenverstand, und noch mehr für jede auch nur Anfänger im ordentlichen Selbstdenken, o. O. 1791. (Digitalisat)
- Abgedrungene Nothwere für meine Lehre von der Nothwere in der auf höchsten Churfürstl. Befehl für die obersten Schulen verfaßten allgemeinen Sittenlehre gegen den Angriff des hinter der Wand verborgenen Recensenten der Salzburgerlitteraturzeitung, München 1791. (Digitalisat)
- Unsinn der französischen Freyheits-Philosophie im Entwurfe ihrer neuen Konstitution. Zur Warnung und Belehrung deutscher französelender Philosophen ins helle Licht gestellet, Augsburg 1791 (Digitalisat)
- Ueber die Gefahr, die den Thronen, den Staaten und dem Christenthume den gänzlichen Verfall droht, durch das falsche System der heutigen Aufklärung und die kecken Anmaassungen Sogenannter Philosophen, geheimer Gesellschaften und Sekten. An die Grossen der Welt, von einem Freunde der Fürsten und der wahren Aufklärung. Mit Datis und Urkunden belegt aus dem Archiv unsers Jahrhunderts, o. O. 1791. (Digitalisat)
- Benedikt Stattlers, der Gottesgelehrtheit Doktors und Kurpfalzbairischen, auch Fürstl. Eychstädtischen wirkl. geistlichen Rathes, Plan zu der allein möglichen Vereinigung im Glauben der Protestanten mit der katholischen Kirche, und den Gränzen dieser Möglichkeit. Sammt einem Anhange gegen einen neuen noch weiter vorschreitenden Febronius in Wien. Plan zu der allein möglichen Vereinigung im Glauben der Protestanten mit der katholischen Kirche, und den Gränzen dieser Möglichkeit, Augsburg 1791. (Digitalisat)
- Harmonie der wahren Grundsätze der Kirche, der Moral und der Vernunft mit der bürgerlichen Verfassung des Klerus von Frankreich. Von den Bischöfen der Departemente, als Mitgliedern der konstituierenden Nationalversammlung, verfasst, und aus dem Französischen übersetzt von B. S., Salzburg 1792.(Digitalisat)
- Unverschämte Heucheley der Revolutionsbischöfe in Frankreich, in der von ihnen verfaßten, von einem deutschen Uebersetzer B. S. hoh empfohlenen und zu Salzburg Ao. 1792. verlegten Harmonie der wahren Grundsätze der Kirche, der Moral, und der Vernunft mit der bürgerlichen Verfassung des Klerus von Frankreich; enthüllt von einem redlichen Verehrer der Kirche u. des Staats, Straßburg [u. a.] 1792. (Digitalisat)
- Anhang zu der wahren und allein hinreichenden Reformationsart des katholischen gesammten Priesterstandes nach der ursprünglichen Idee seines göttlichen Stifters. Von einem erwiesenen Liebhaber der gründlichen Kritik, Ulm 1792. (Digitalisat)
- Allgemeine katholisch-christliche theoretische Religionslehre aus hinreichenden Gründen der göttlichen Offenbarung und der Philosophie, hauptsächlich für die Nichttheologen unter den Studirenden in den pfalzbaierischen obersten Schulen, und für alle eine tiefere Religioskenntniß affektirende Lajen, auf höchsten kurfürstlichen Befehl verfasset, München 1791–1792:

Erster Band (1791). (Digitalisat)
Zweyter Band (1792). (Digitalisat)
- Wahres Verhältniß der kantischen Philosophie zur christlichen Religion und Moral, nach dem nunmehr redlich gethanen Geständniße selbst des Herrn Kants und seiner eifrigsten Anhänger, allen redlichen Christen zum reifen Bedacht vorgestellet vom Verfasser des Anti-Kant, München 1794. (Digitalisat)
- Meine noch immer feste Ueberzeugung von dem vollen Ungrunde der Kantischen Philosophie, und von dem aus ihrer Aufnahme in christliche Schulen unfehlbar entstehenden äußersten Schaden für Moral und Religion, gegen zween neue Vertheidiger ihrer Gründlichkeit und Unschuld, Landshut 1794. (Digitalisat)
- Katechismus der katholisch-christlichen Glaubens- und Sittenlehre für Kinder der ersten zwo Klassen deutscher Schulen, München 1794. (Digitalisat)
- Kleiner Katechismus für die Kinder von den ersten Vernunftsjahren, München 1794. (ist ein Auszug aus dem vorigen)
- Drey Fragen: I. Wie entstund die heutige Freydenkerey, Maurerey [et]c.? II. Wie verbreitete sie sich so sehr? III. Wie kann sie unterdrücket werden? : In eben so vielen Kapiteln beantwortet, und anderen zum beantworten übergeben, Augsburg 1795. (Digitalisat)
- Kritik der kritischen Beyträge zur Metaphysik in einer Prüfung der Stattlerischen Antikantischen, München 1795. (Digitalisat)
- Authentische Aktenstücke wegen dem zu Rom theils betriebenen, theils abzuwenden getrachteten Verdammungsurtheil über das Stattlerische Buch: Demonstratio Catholica, Frankfurt [u. a.] 1796. (Digitalisat)
- Fernere Behauptung der Kritik über die kritischen Beyträge zur Metaphysik [et]c. gegen den gegenseitigen Recensenten in der oberdeutschen allgemeinen Litteraturzeitung, München 1796. (Digitalisat)